# Hannes Stefánsson
Hannes Hlífar Stefánsson est un joueur d'échecs islandais né le 18 juillet 1972. Grand maître international depuis 1993, il a remporté le championnat islandais à onze reprises (en 1998, 1999, puis huit fois de suite de 2001 à 2008 et en 2013).  Il fut champion du monde cadets (moins de seize ans) en 1987 devant Michael Adams et Loek van Wely.
Au 1er novembre 2015, Hannes Stefánsson est le numéro 1 islandais et le 231e joueur mondial avec un classement Elo de 2 580.

## Victoires dans les tournois individuels
Hannes Stefánsson finit cinq fois premier, seul ou ex æquo, de l'open de Reykjavik :
- en 1994 (ex æquo avec Vadim Zviaguintsev et Ievgueni Pigoussov),
- en 2000 (seul vainqueur),
- en 2008 (ex æquo avec Wang Hao et Wang Yue),
- en 2009 (ex æquo avec Héðinn Steingrímsson, Youriï Kryvoroutchko et Mihail Marin, 3e-4e au départage)
- en 2010 (ex æquo avec Ivan Sokolov).

Il a également remporté les tournois de :
- Gausdal 1990 ;
- Hafnarfjörður 1992 ;
- Athènes 1993 (tournoi Acropolis) ;
- Reykjavik 1995 (jubilé F. Olafsson) ;
- Teplice 2015[2].

Il a disputé le championnat du monde de la Fédération internationale des échecs 1999 (éliminé au deuxième tour) et le championnat du monde de la Fédération internationale des échecs 2000 (battu au premier tour).

## Compétitions par équipe
Hannes Stefánsson a représenté l'Islande lors des douze olympiades de 1992 à 2014, jouant au premier échiquier depuis 1998, ainsi que du Championnat du monde d'échecs par équipes de 1993 à Lucerne où  l'Islande finit cinquième sur dix équipes, et de six championnats d'Europe par équipe de 1992 à 2015.
Lors de ces compétitions, Hannes Stefánsson a remporté deux médailles de bronze individuelles : au championnat d'Europe 2001 (il jouait au premier échiquier), et à l'olympiade de 1992 (il était remplaçant).